# Liste d'artistes polonais
Ce qui suit est une liste de quelques artistes et groupes polonais importants d'artistes. Pour une liste plus spécifique voyez Liste de peintres polonais.

## A
- Magdalena Abakanowicz, sculptrice
- Adam Adach
- Paweł Althamer
- Sergei Assanowicz, peintre, sculpteur

## B
- Mirosław Bałka, sculpteur
- Zdzisław Beksiński, peintre
- Krzysztof Bednarski, sculpteur
- Seweryn Bieszczad (1852-1923), peintre

## C
- Ladislas Ciesielski (1842-1901), peintre

## D
- Xawery Dunikowski, sculpteur

## F
- François Faliński (1815-1887), peintre
- Florczyk Veronique, peintre

## G
- Józef Gosławski, sculpteur

## H
- Władysław Hasior, sculpteur

## J
- Stanisław Jackowski, sculpteur
- Władysław Jahl (1886-1953), peintre
- Jerzy Jarnuszkiewicz, sculpteur
- Danuta Joppek, peintre
- Krzysztof Jung, peintre

## K
- Henri Kowalski, compositeur
- Tadeusz Kantor, peintre, directeur de théâtre
- Katarzyna Kobro, sculptrice
- Katarzyna Kozyra, plasticienne
- Zofia Kulik, plasticienne

## L
- Zbigniew Lengren, réalisateur de dessins animés et illustrateur
- Zbigniew Libera
- Natalia LL, artiste contemporaine

## M
- Teresa Murak, sculptrice
- Eugeniusz Molski, peintre, sculpteur
- Myrton Michalski, peintre

## P
- Lucien Przepiórski, peintre

## R
- Joanna Rajkowska
- Aleksander Rycerski (1825-1866), peintre
- Moshe Rynecki, peintre

## S
- Adolf Karol Sandoz (1845-1921), peintre
- Jan Sawka, réalisateur de dessins animés
- Krzysztof Skórczewski, printmaker
- Józef Szajna, sculpteur, concepteur de scénographie, directeur de théâtre
- Alina Szapocznikow, sculptrice
- Marian Szczyrbuła, peintre
- Władysław Ślewiński, peintre
- Aleksandra Sobol, illustratrice
- Piotr Schmidtke
- Jacek Sroka (1957-), peintre et graveur

## T
- Feliks Topolski, dessinateur en avant
- Piotr Topolski (1960-), peintre

## W
- Zbigniew Wąsiel, sculpteur, artiste d'installation
- Elisabeth Wierzbicka Wela, sculpteur, artiste d'installation
- Jan de Weryha-Wysoczański, sculpteur
- Krzysztof Wodiczko

## Ż
- Artur Żmijewski